# Сыны Глиндура
«Сыны Глиндура» (валл. Meibion Glyndŵr) — в прошлом насильственное националистическое движение в Уэльсе, провозгласившее своей основной целью сохранение валлийской культуры и языка. Возникло в ответ на жилищный кризис в регионе, вызванный резким повышением цен на жилую недвижимость (летние дома) в результате её активной скупки выходцами из Англии. Кризис, в свою очередь, сделал невозможным приобретение жилья местным населением. Движение было причастно к организации пожаров летних домов, принадлежавших англичанам, в период с 1979 по середину 1990 годов.

## История
Движение возникло в 1979 году. В ходе первых акций, организованных «Сынами Глиндура», в течение месяца были уничтожены восемь летних домов англичан. В 1980 году Полиция Уэльса в рамках операции «Тан» (англ. Operation Tân) организовала несколько рейдов, направленных против движения. Однако это не помешало деятельности «Сынов Глиндура», которые в течение последующего десятилетия уничтожили около 220 домов. Пик деятельности движения пришёлся на конец 1980-х годов, когда основной целью были дома парламентариев Консервативной партии, в том числе секретаря по делам Уэльса Дэвида Ханта.
Впоследствии ответственность за организацию взрывов взяли на себя четыре сепаратистских движения, которые в начале 1980-х годов покушались на жизнь политических деятелей: «Движение в защиту Уэльса» (валл. Mudiad Amddiffyn Cymru), «Хранители Уэльса» (валл. Cadwyr Cymru), «Сыны Глиндура», а также «Валлийская армия рабочей республики» (англ. The Welsh Army for the Workers Republic). Наиболее успешным в своей деятельности движением, добившемся долгосрочного успеха, стали именно «Сыны Глиндура». Однако с середины 1990-х годов насилие со стороны валлийских националистов прекратилось, как и деятельность «Сынов Глиндура» (по крайней мере, на организационном уровне). Все письма, в которых движение брало на себя ответственность, содержали подпись «Rhys Gethin», в знак уважения наиболее видного сторонника Оуайна Глиндура.
В 1993 году в результате проведённого расследования взрывов обвинения были предъявлены члену «Сынов Глиндура» Сиону Обри Робертсу. Были также обвинения со стороны членов Партии Уэльса в причастности к деятельности движения британской контрразведки MI5.

## Деятельность
- 1969 год — двое сторонников «Движения в защиту Уэльса» случайно подорвали себя, когда подкладывали бомбу снаружи правительственного здания в Абергиле.
- 1979-1994 года — организация «Сынами Глиндура» пожаров в около 220 домах, принадлежавших выходцам из Англии.
- 1988-1989 года — «Сыны Глиндура» провозгласили своей целью «каждого белого поселенца». Сторонники движения также подложили зажигательные бомбы в отделения Консервативной партии в Лондоне и в офисы агентов по продаже недвижимости в Лондоне, Ливерпуле, Саттон-Колдфилде, Хаверфордуэсте, Кармартене.
- 1990 год — поэт и священник Р. С. Томас призвал к кампании по порче домов, принадлежавших англичанам.
- 1993 год — Сион Обри Робертс, член «Сынов Глиндура», приговорён к тюремному заключению сроком на двенадцать лет за посылку бомб в конверте политическим деятелям Консервативной партии.